# NASCAR Grand National Series 1957
De NASCAR Grand National Series 1957 was het negende seizoen van het belangrijkste NASCAR kampioenschap dat in de Verenigde Staten gehouden wordt. Het seizoen startte op 11 november 1956 op de Willow Springs Speedway in Lancaster en eindigde op 27 oktober 1957 op de Greensboro Fairgrounds in Greensboro. Buck Baker won het kampioenschap.

## Races
Top drie resultaten.
| '  | Datum  | Race                      | Circuit                         | Winnaar          | Tweede            | Derde            |
| 1  | 11-nov | Race 1                    | Willow Springs Speedway         | Marvin Panch     | Fireball Roberts  | George Seeger    |
| 2  | 2-dec  | Race 2                    | Concord Speedway                | Marvin Panch     | Paul Goldsmith    | Bill Amick       |
| 3  | 30-dec | Indian River Gold Cup 100 | Titusville-Cocoa Speedway       | Fireball Roberts | Curtis Turner     | Marvin Panch     |
| 4  | 17-feb | Race 4                    | Daytona Beach & Road Course     | Cotton Owens     | Johnny Beauchamp  | Fonty Flock      |
| 5  | 3-mrt  | Race 5                    | Concord Speedway                | Jack Smith       | Buck Baker        | Speedy Thompson  |
| 6  | 17-mrt | Race 6                    | Wilson Speedway                 | Ralph Moody      | Buck Baker        | Speedy Thompson  |
| 7  | 24-mrt | Race 7                    | Occoneechee Speedway            | Buck Baker       | Speedy Thompson   | Jack Smith       |
| 8  | 31-mrt | Race 8                    | Asheville-Weaverville Speedway  | Buck Baker       | Speedy Thompson   | Jim Paschal      |
| 9  | 7-apr  | Wilkes County 160         | North Wilkesboro Speedway       | Fireball Roberts | Paul Goldsmith    | Ralph Moody      |
| 10 | 14-apr | Race 10                   | Langhorne Speedway              | Fireball Roberts | Paul Goldsmith    | Speedy Thompson  |
| 11 | 19-apr | Race 11                   | Southern States Fairgrounds     | Fireball Roberts | Marvin Panch      | Buck Baker       |
| 12 | 27-apr | Race 12                   | Piedmont Interstate Fairgrounds | Marvin Panch     | Fireball Roberts  | Ralph Moody      |
| 13 | 28-apr | Race 13                   | Greensboro Fairgrounds          | Paul Goldsmith   | Jack Smith        | Buck Baker       |
| 14 | 28-apr | Race 14                   | Portland Speedway               | Art Watts        | Eddie Pagan       | George Seeger    |
| 15 | 4-mei  | Race 15                   | Cleveland County Fairgrounds    | Fireball Roberts | Paul Goldsmith    | Marvin Panch     |
| 16 | 5-mei  | Richmond 200              | Richmond International Raceway  | Paul Goldsmith   | Fireball Roberts  | Marvin Panch     |
| 17 | 19-mei | Virginia 500              | Martinsville Speedway           | Buck Baker       | Curtis Turner     | Tom Pistone      |
| 18 | 26-mei | Race 18                   | Portland Speedway               | Eddie Pagan      | Lloyd Dane        | Clyde Palmer     |
| 19 | 30-mei | Race 19                   | Eureka Speedway                 | Lloyd Dane       | George Seeger     | Eddie Pagan      |
| 20 | 30-mei | Race 20                   | Lincoln Speedway                | Buck Baker       | Fireball Roberts  | Paul Goldsmith   |
| 21 | 1-jun  | Race 21                   | Lancaster Speedway              | Paul Goldsmith   | Buck Baker        | Lee Petty        |
| 22 | 8-jun  | Race 22                   | Ascot Stadium                   | Eddie Pagan      | Lloyd Dane        | Chuck Meekins    |
| 23 | 15-jun | Race 23                   | Newport Speedway                | Fireball Roberts | Marvin Panch      | Buck Baker       |
| 24 | 20-jun | Race 24                   | Columbia Speedway               | Jack Smith       | Buck Baker        | Marvin Panch     |
| 25 | 22-jun | Race 25                   | Capital Speedway                | Bill Amick       | Lloyd Dane        | George Seeger    |
| 26 | 29-jun | Race 26                   | Piedmont Interstate Fairgrounds | Lee Petty        | Bill Amick        | Buck Baker       |
| 27 | 30-jun | Race 27                   | Jacksonville Speedway           | Buck Baker       | Jim Paschal       | Tiny Lund        |
| 28 | 4-jul  | Raleigh 250               | Raleigh Speedway                | Paul Goldsmith   | Frankie Schneider | Joe Weatherly    |
| 29 | 12-jul | Race 29                   | Southern States Fairgrounds     | Marvin Panch     | Buck Baker        | Lee Petty        |
| 30 | 14-jul | Race 30                   | Memphis-Arkansas Speedway       | Marvin Panch     | Bill Amick        | Fireball Roberts |
| 31 | 14-jul | Race 31                   | Portland Speedway               | Eddie Pagan      | Lloyd Dane        | Danny Graves     |
| 32 | 20-jul | Buddy Shuman 250          | Hickory Motor Speedway          | Jack Smith       | Lee Petty         | Joe Weatherly    |
| 33 | 24-jul | Race 33                   | Norfolk Speedway                | Buck Baker       | Joe Weatherly     | Jim Paschal      |
| 34 | 30-jul | Race 34                   | Lancaster Speedway              | Speedy Thompson  | Bill Amick        | Marvin Panch     |
| 35 | 4-aug  | The Glen 101.2            | Watkins Glen International      | Buck Baker       | Fireball Roberts  | Tiny Lund        |
| 36 | 4-aug  | Race 36                   | Kitsap County Airport           | Parnelli Jones   | Lloyd Dane        | Art Watts        |
| 37 | 10-aug | Race 37                   | Lincoln Speedway                | Marvin Panch     | Speedy Thompson   | Tiny Lund        |
| 38 | 16-aug | Race 38                   | Old Bridge Stadium              | Lee Petty        | Rex White         | Jim Reed         |
| 39 | 26-aug | Race 39                   | Coastal Speedway                | Gwyn Staley      | Eddie Pagan       | Fireball Roberts |
| 40 | 2-sep  | Southern 500              | Darlington Raceway              | Speedy Thompson  | Cotton Owens      | Marvin Panch     |
| 41 | 5-sep  | Race 41                   | New York State Fairgrounds      | Gwyn Staley      | Lee Petty         | Bill Walker      |
| 42 | 8-sep  | Race 42                   | Asheville-Weaverville Speedway  | Lee Petty        | Buck Baker        | Bill Amick       |
| 43 | 8-sep  | Race 43                   | California State Fairgrounds    | Danny Graves     | Marvin Porter     | Eddie Pagan      |
| 44 | 15-sep | Race 44                   | Santa Clara Fairgrounds         | Marvin Porter    | Eddie Pagan       | Lloyd Dane       |
| 45 | 15-sep | Race 45                   | Langhorne Speedway              | Gwyn Staley      | Whitey Norman     | Johnny Allen     |
| 46 | 19-sep | Race 46                   | Columbia Speedway               | Buck Baker       | Gwyn Staley       | Bill Amick       |
| 47 | 21-sep | Race 47                   | Cleveland County Fairgrounds    | Buck Baker       | Marvin Panch      | Bill Amick       |
| 48 | 5-okt  | Race 48                   | Southern States Fairgrounds     | Lee Petty        | Fireball Roberts  | Eddie Pagan      |
| 49 | 6-okt  | Sweepstakes 500           | Martinsville Speedway           | Bob Welborn      | Jimmy Massey      | Lee Petty        |
| 50 | 12-okt | Race 50                   | Newberry Speedway               | Fireball Roberts | Buck Baker        | Jack Smith       |
| 51 | 13-okt | Race 51                   | Concord Speedway                | Fireball Roberts | Lee Petty         | Ken Rush         |
| 52 | 20-okt | Wilkes 160                | North Wilkesboro Speedway       | Jack Smith       | Lee Petty         | Banjo Matthews   |
| 53 | 27-okt | Race 53                   | Greensboro Fairgrounds          | Buck Baker       | Speedy Thompson   | Joe Weatherly    |

## Eindstand - Top 10
| 1  | Buck Baker       | 10716 |
| 2  | Marvin Panch     | 9956  |
| 3  | Speedy Thompson  | 8580  |
| 4  | Lee Petty        | 8528  |
| 5  | Jack Smith       | 8464  |
| 6  | Fireball Roberts | 8268  |
| 7  | Johnny Allen     | 7068  |
| 8  | L.D. Austin      | 6532  |
| 9  | Brownie King     | 5740  |
| 10 | Jim Paschal      | 5136  |